# Realdania

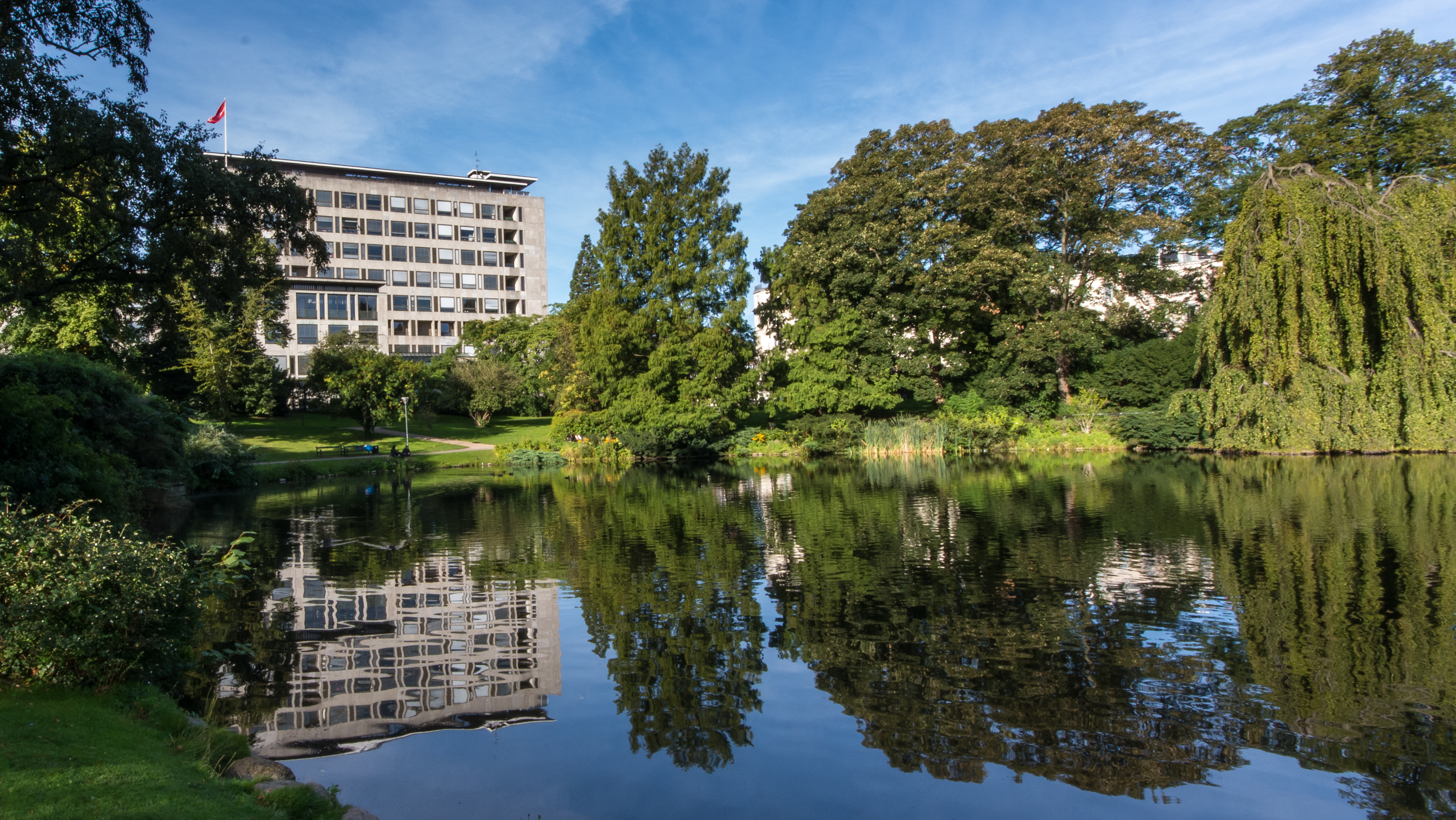
Realdania

Realdania es una asociación privada en Dinamarca que apoya proyectos de arquitectura y planificación. Se estableció en 2000 después de la venta de Realkredit Danmark a Danske Bank, cuando se destinó un fondo de aproximadamente veinte mil millones de coronas para fines «filantrópicos».

## Estructura
Realdania a menudo se denomina erróneamente una fundación privada de beneficencia, pero la estructura legal de Realdania es la de una asociación que opera como una empresa y no como una fundación. Solo los propietarios de inmuebles en Dinamarca pueden ser miembros de Realdania y participar en la elección de los miembros de la junta. Realdania tiene varias filiales. La estructura cerrada de Realdania ha provocado críticas, y los fondos de la asociación han sido llamados «miles de millones perdidos», ya que están controlados por una pequeña red de personas.

## Propósitos declarados
Su actividad se centra en el apoyo a proyectos en arquitectura y el entorno construido. Se centra en tres áreas: ciudades, edificios y patrimonio arquitectónico. Los estatutos de Realdania establecen que el propósito de la asociación es:
1. Apoyar fines no lucrativos y benéficos, principalmente en el campo del medio ambiente construido, y principalmente en Dinamarca,
2. Dirigir una compañía de inversiones,
3. Adquirir acciones en empresas que se dediquen a actividades relacionadas con el entorno construido,
4. Proporcionar servicios relacionados con el entorno construido, y
5. Adquirir y construir bienes inmuebles para preservar el patrimonio construido y desarrollar la práctica constructiva danesa.

Se observa que las actividades de inversión predominan sobre las demás, por lo que el carácter «filantrópico» o «benéfico» declarado de Realdania no destaca especialmente. A finales de 2011, la dotación de Realdania ascendía a 2.100 millones de euros.

## Proyectos
Los proyectos apoyados por Realdania incluyen el ARoS Aarhus Kunstmuseum en Aarhus y el Brewery Site en Copenhague, encargado al arquitecto holandés Rem Koolhaas. Este último proyecto inmobiliario, el llamado «Blox»,  que incluye al Centro de Arquitectura Danés, fue inaugurado en 2018. Diseñada bajo el supuesto de que «la ciudad se ha vuelto demasiado tranquila y bella», ha sido criticada como un «monolito de cristal lúgubre».